# Astragalus maabudii
Astragalus maabudii är en ärtväxtart som beskrevs av Ranjbar. Astragalus maabudii ingår i släktet vedlar, och familjen ärtväxter. Inga underarter finns listade i Catalogue of Life.